# What Hits!?
What Hits!? е сборен албум на американската фънк рок група Ред Хот Чили Пепърс, издаден на 29 септември 1992 от EMI. Албумът съдържа песни от първите четири студийни албума на групата The Red Hot Chili Peppers, Freaky Styley, The Uplift Mofo Party Plan и Mother's Milk, както и сингълът от Blood Sugar Sex Magik, „Under the Bridge“, включен след сделка между Уорнър Брадърс и EMI.

## История
Албумът е издаден след сделка между EMI и Уорнър Брадърс, като двете компании се споразумяват за еднократно включване на сингъла от албума Blood Sugar Sex Magik, „Under the Bridge“. През 2003 EMI връща жеста на Уорнър Брадърс, позволявайки включването на песента „Higher Ground“ в компилацията Greatest Hits.
Заглавието на сборния албум е закачка със сравнително неуспешното представяне на синглите включени в него, като две от песните, „The Brothers Cup“ и „Johnny Kick a Hole in the Sky“, дори не са издавани като такива. В компилацията е включен и последният сингъл на групата издаден под EMI, „Show Me Your Soul“, саундтрак към филма Pretty Woman от 1990.
„Behind the Sun“, издадена през 1987 в албума The Uplift Mofo Party Plan, e преиздадена като сингъл към What Hits!? през 1992. Тъй като Ред Хот Чили Пепърс не вземат участие в направата на видеоклип към песента, EMI решават да създадат анимация с включени откъси от видеоклипа на песента „Higher Ground“.